# HD 131040
Désignations
HD 131040 est une étoile jaune-blanc de la séquence principale de la constellation du Bouvier, située à 170,1 ± 0,1 a.l. (∼ 52,2 pc) de la Terre.